# Creissels

Creissels este o comună în departamentul Aveyron din sudul Franței. În 1 ianuarie 2022 avea o populație de 1.564 de locuitori.